# CF Gloria II Bistrița
Gloria II Bistrița este echipa a doua a clubului Gloria Bistrița. A evoluat în Liga a III-a. A fost desființată în 2014.

## Lot

### Portari
- Uilean Florin
- Coman Alexandru

#### Fundași
- Sebastian Ilea

- Gabriel Hădărean

- Vlad Matei

- Vlad Patca

- Radu Caizer

#### Mijlocași
- Ionica Serețean

- Marius Curtuiuș

- Marius Gotea

- Raul Ivan

- Sorin Drăguș

- Răzvan Rus

#### Atacanți
- Silviu Canceu

- Ionuț Deac

- Alex Rus

- Dan Gavrilescu